# Петрожицкий, Иван Иосифович
Ива́н Ио́сифович Петрожицкий (1892—1979) — российский и советский офицер. Герой Первой мировой войны, кавалер Ордена Святого Георгия. Участник Гражданской войны, дважды Краснознамёнец (1919, 1926).

## Биография
Иван Петрожицкий родился 17 апреля 1892 года в Туапсе (ныне — Краснодарский край). Из мещан. В 1910 году окончил Майкопское реальное училище. С 1910 года обучался на горном факультете Донского политехнического института. 
С началом первой мировой войны, в 1914 году был призван на службу в Русскую императорскую армию. В 1915 году он ускоренным курсом окончил Михайловское артиллерийское училище, произведён в прапорщики по полевой легкой артиллерии и направлен на службу в 1-ю запасную горную батарею. В январе 1916 года он прибыл в батарею, а уже в феврале откомандирован для обучения на лётчика. В 1916 году окончил Севастопольскую лётную школу. 14 сентября 1916 года назначен в 26-й корпусной Брест-Литовский авиационный отряд. С 1 октября в составе этого отряда участвовал в боях Первой мировой войны на Румынском фронте, за отличия в боях произведён в чин подпоручика (10.11.1917).
Достоверно сбил 1 немецкий аэроплан, за что был награждён Орденом Святого Георгия 4-й степени (ПАФ от 31.07.1917 г.):

«За то, что, будучи в чине прапорщика, в воздушном бою с неприятельским аэропланом 14-го декабря 1916 г. в районе Тыргу-Окна, искусно управляя аппаратом своим, дал возможность наблюдателю прапорщику Бартош сбить пулеметным огнем неприятельский аэроплан, который и упал в районе расположения наших войск — ее. Слоникуль, причем летчик и наблюдатель были взяты в плен».— 
Также был награждён орденом Святого Станислава 3-й степени с мечами и бантом (приказ по 9-й армии № 43 от 17.01.1917 года). По утверждению в мемуарах И. Петражицкого, в самом начале 1917 году в том же экипаже с прапорщиком Бартошом он сбил второй неприятельский самолёт (официальных подтверждений этой победы не обнаружено). В воздушном бою 7 июля 1917 года был сбит и при этом ранен в правое плечо пулемётной пулей. 10 ноября 1917 года назначен начальником 10-го армейского авиационного отряда. Избирался солдатами председателем комитета 26-го авиационного отряда.
В январе 1918 года Петрожицкий добровольно пошёл на службу в Рабоче-крестьянскую Красную Армию и назначен командиром 6-го авиационного дивизиона Рабоче-крестьянского Красного Воздушного флота. Участвовал в Гражданской войне. С 21.05.1918 года — начальник Полевого управления авиации и воздухоплавания Южного участка отрядов завесы (с сентября 1918 года — Южного фронта), одновременно командир 1-й Воронежской авиационной группы. С 01.12.1918 года — помощник начальника Полевого управления авиации и воздухоплавания Южного фронта. Но практически сразу же был арестован «по обвинению в попытке перехода на сторону белых», осужден Революционным трибуналом Южного фронта и приговорен к расстрелу. 15 декабря 1918 года приведение приговора в исполнение было приостановлено, на следующий день Петрожицкий был восстановлен в должности. В январе 1919 года Революционным трибуналом Республики приговор был отменён. 
С 27.06.1919 года — постоянный заместитель начальника Полевого управления авиации и воздухоплавания Южного фронта. С 19.09.1919 года — начальник Полевого управления авиации и воздухоплавания Юго-Восточного фронта, с января 1920 года по совместительству являлся также уполномоченным Реввоенсовета Юго-Восточного фронта по сбору и охране трофейного авиационного имущества. С 4 мая 1920 года — начальник Управления авиации Кавказского фронта. Неоднократно отличался в боях.
Когда в районе Новохопёрска прорвались большие силы казачьей конницы генерала К. К. Мамантова во время его знаменитого конного рейда, Петрожицкий лично вылетел на воздушную разведку для выяснения обстановки. Несмотря на дождь, низкую облачность и плохо работающий устаревший самолёт «Вуазен», он пролетел свыше 200 вёрст над занятой противником территорией и обнаружил местонахождение его соединений, а затем сумел вернуться. Вернувшись, вместе со штабным эшелоном Петрожицкий отправился в Орёл, однако по пути эшелон был атакован белоказаками и потерпел крушение. Петрожицкий с четырьмя товарищами вёл по казакам огонь из пулемёта, отбив их нападение. За этот подвиг приказом Революционного Военного Совета Республики № 233 от 20 сентября 1919 года Иван Петрожицкий был награждён орденом Красного Знамени РСФСР.
После окончания войны Петрожицкий продолжил службу в Рабоче-крестьянской Красной Армии. С июня 1921 года — начальник Управления авиации Северо-Кавказского военного округа. С феврале 1922 года переведён начальником Управления авиации Московского военного округа. С июля по сентябрь 1924 года учился на Академических курсах высшего командного состава РККА. После их окончания вновь стал начальником Управления ВВС Московского военного округа. С конца 1924 года, опять же повторно, назначен начальником ВВС Северо-Кавказского военного округа.
Летом 1925 года была проведена крупномасштабная чекистско-войсковая операция по разоружению бандформирований и ликвидации антисоветского подполья на Северном Кавказе (Чечня, Ингушетия, Осетия, Дагестан и ряд других районов). В операции участвовали несколько дивизий и бригад РККА, а для авиационной поддержки войск были выделены два авиационных отряда из числе ВВС СКВО. Действиями авиации в ходе операции руководил И. Петрожицкий.
За боевые отличия Приказом Революционного Военного Совета СССР № 446/27 от 7 июля 1926 года Иван Петрожицкий вторично был награждён орденом Красного Знамени.
В конце августа 1925 года назначен начальником снабжения ВВС РККА, в августе 1926 года — начальника Управления специального снабжения Управления ВВС РККА. С сентября 1929 года по 1930 год — временно исполняющий обязанности начальника ВВС РККА. 22 февраля 1931 года уже в третий раз назначен начальником ВВС Северо-Кавказского военного округа. Но уже 22 августа 1931 года снят с должности и зачислен в распоряжение Главного управления РККА с откомандированием для работы во Всесоюзном авиационном объединении. 
В июле 1936 года прикомандирован к Главному управлению Гражданского воздушного флота СССР. В январе 1936 года зачислен в кадры РККА с оставлением на работе в Главном управлении ГВФ СССР при СНК СССР. Работал заместителем начальника Управления воздухоплавания Главного управления Гражданского воздушного флота СССР. По данным Н. Черушева, имел воинское звание комбриг запаса (присвоено 10.03.1937). В ОБД Память народа указан в звании бригадный комиссар.
18 августа 1938 года И. И. Петрожицкий был арестован органами НКВД СССР. Постановлением Особого совещания при НКВД СССР от 11 апреля 1940 года осуждён к 5 годам исправительно-трудовых лагерей «за участие в антисоветском заговоре». В 1944 году был освобождён как отбывший срок заключения, и вскоре даже восстановлен в запасе РККА. Однако 8 марта 1947 года был арестован вторично и Постановлением Особого совещания при МГБ СССР «как социально-опасный элемент» осужден на 5 лет ссылки. В марте 1952 года освобождён за полным отбытием срока заключения.
Определением Военной коллегии Верховного Суда СССР от 18.09.1954 года реабилитирован, «дело прекращено за не доказанностью обвинения». Определением Военной коллегии Верховного Суда СССР от 14.11.1957 года «во изменение предыдущего решения дело в отношении Петрожицкого И.И. прекращено за отсутствием состава преступления». 
Приказом Министра обороны СССР № 0150 от 10.01.1955 года уволен в запас по возрасту с формулировкой: «Период пребывания в заключении и ссылке засчитывается в счет пребывания службы в кадрах армии». Либо при увольнении, либо ещё в 1940-х годах был переаттестован из комбригов в полковники.
Жил в Москве. 30 декабря 1956 года был награждён орденом Ленина, а позднее и третьим орденом Красного Знамени (1967). Кроме орденов, в 1928 году награждался золотыми часами приказом Реввоенсовета СССР. 
Умер в 1979 году.

## Сочинения
- Воздушная разведка боевых действий конницы Мамонтова. // Военно-исторический журнал. — 1975. — № 12. — С.63-66.
- На Румынском фронте Архивная копия от 1 февраля 2020 на Wayback Machine (публикация и вступительная статья И. Сейдова) // Авиация и время. — 2004. — № 6.

## Память
- В Майкопе на доме, в котором жил  И.И. Петрожицкий установлена Мемориальная доска.
- На здании Горного факультета Новочеркасского политехнического института ему также установлена памятная доска.[13]
- В честь Петрожицкого названа улица в Ростове-на-Дону.[14]